# Mahmoud Refaat
Mahmoud Refaat (àrab: محمود رفعت, Maḥmũd Rifaʿat) (el Caire, 25 d'abril de 1978) és un expert en dret internacional, polític i escriptor. És president de l'Institut Europeu de Dret Internacional i Relacions Internacionals a Brussel·les, Bèlgica i president del diari International Gaceta amb seu a Londres, Regne Unit, també membre de l'Associació Britànica de Periodistes (BAJ) i de la Unió Nacional Nord-americà d'Escriptors (NWR) a Nova York. És un ciutadà franco-belga d'origen egipci.
Mahmoud Refaat és activista en els camps dels drets humans i el canvi climàtic, va llançar a través del Institut Europeu de Dret Internacional i Relacions Internacionals diverses campanyes pels drets humans en particular en els països de l'Orient Mitjà, també per cridar l'atenció sobre els perills del canvi climàtic i el seu impacte en la humanitat.

## Activitats internacionals de pau
El març de 2019, Mahmoud Refaat va llançar el Grup d'Acció Humanitària per al Iemen a través del Institut Europeu de Dret Internacional i Relacions Internacionals amb la intenció de garantir aliments i equips mèdics als civils al Iemen, que es va convertir en la pitjor crisi humanitària del món segons l'ONU. Ell també i l'exprimer ministre libi Omar al-Hassi van fundar el Grup d'acció internacional per la pau a Líbia i va assumir el càrrec de coordinador general, que va ser llançat des de la capital tunisiana el 12 de maig de 2018.

## Grup d'Acció Humanitària per al Iemen
El Grup d'Acció Humanitària per al Iemen va ser creat al març de 2019 per Mahmoud Refaat a través del Institut Europeu de Dret Internacional i Relacions Internacionals amb la intenció de garantir aliments i equip mèdic als civils al Iemen. Que es va convertir en la pitjor crisi humanitària de l'món segons l'ONU., a causa de la guerra i el bloqueig liderat per la coalició d'Aràbia Saudita i Emirats Àrabs Units, també per a treballar en estreta col·laboració amb la Comunitat Internacional per posar fi a la guerra al Iemen i demanar als actors de la guerra del Iemen. A principis de 2019, Mahmoud Refaat va anunciar que Mohammad bin Salman i Mohammed bin Zayed Al Nahian han de ser perseguits com a criminals de guerra pel seu govern de crisi al Iemen, que va deixar a milers de civils com a víctimes de fam, l'epidèmia de còlera a part dels civils que van morir pel bombardeig de la coalició de l'Aràbia Saudita i els Emirats Àrabs Units.

## Grup d'acció internacional per la pau a Líbia
El 12 de maig de 2018, Mahmoud Refaat i l'exprimer ministre libi Omar al-Hassi van fundar el Grup d'acció internacional per la pau a Líbia i va assumir el càrrec de coordinador general, que es va inaugurar des de la capital tunisiana el 12 de maig. 2018. [33]. El mateix mes, el grup d'acció internacional per a la pau a Líbia va acusar els enviats de l'ONU a Líbia i els Emirats Àrabs Units de violar les resolucions del Consell de Seguretat relatives a Líbia i va anunciar el llançament d'una campanya per enjudiciar els enviats de l'ONU a Líbia i els Emirats Àrabs Units davant la Cort Penal Internacional.

## Les eleccions presidencials d'Egipte de 2018
En les eleccions presidencials egípcies de 2018, Mahmoud Refaat va dirigir la campanya presidencial de l'ex cap de personal de l'exèrcit egipci, el tinent general Sami Anan com a director de campanya i portaveu de Sami Anan i quan Sami Anan va ser arrestat per ser candidat presidencial, Refaat va acusar el règim egipci d'Abdelfatah al-Sisi de segrestar Anan, també va acusar el règim egipci d'arrestar a 30 membres de la campanya així com a alguns dels seus familiars i després de l'arrest d'Anan, va continuar la campanya des de l'estranger.
El maig de 2018, dos mesos després de les eleccions, Mahmud Refaat va acusar el règim egipci d'intentar assassinar el candidat presidencial Sami Anan en la seva presó del Caire. També va declarar que els documents militars pels quals el vicepresident d'Anan, Hisham Geneina, va ser acusat de filtrar secrets militars i condemnat a cinc anys de presó en el seu poder, va declarar la seva responsabilitat pel cas i l'absolució d'Hisham Geneina.